# Wadsyaname
Wadsyaname è un singolo del cantante statunitense Nelly, pubblicato il 21 agosto 2007 e prodotto da Neff-U.

## Descrizione
Il singolo avrebbe dovuto anticipare l'album Brass Knuckles, che doveva uscire verso la metà di settembre, ma poi l'uscita dell'album è stata rimandata al 24 giugno 2008, mentre Wadsyaname, dopo aver riscosso scarso successo come singolo, è stato escluso dall'album. È stato perciò successivamente sostituito con Party People.
Contiene un campionamento della melodia di pianoforte della canzone All My Life di K-Ci & JoJo.

## Videoclip
Di Wadsyaname è stato girato anche un video musicale, diretto dal regista Chris Robinson.

## Accoglienza

### Riconoscimenti
Nelly si è esibito, cantando Wadsyaname e Let It Go (altro singolo dell'album) assieme a Go Lil Mama, ai BET Hip Hop Awards del 2007, dove ha ottenuto una nomination al "Miglior artista maschile hip hop".

## Tracce
CD single/Download digitale
1. Wadsyaname – 4:06 (testo: Nelly – musica: Joel Hailey, Neff-U, Rory Bennett)

12" Promo
Testi di Nelly, musiche di Joel Hailey, Neff-U, Rory Bennett.
1. Wadsyaname (Radio Edit) – 4:07
2. Wadsyaname (Dirty Edit) – 4:08
3. Wadsyaname (Instrumental) – 4:07
4. Wadsyaname (Call Out Hook) – 0:18

Durata totale: 12:40
CD single promo
Testi di Nelly, musiche di Joel Hailey, Neff-U, Rory Bennett.
1. Wadsyaname (Call Out Hook) – 0:20
2. Wadsyaname (Dirty Edit) – 4:07
3. Wadsyaname (Radio Edit) – 4:07
4. Wadsyaname (Instrumental) – 4:05

Durata totale: 12:39

## Classifiche

### Classifiche di fine anno
| Chart (2007)                                  | Posizione |
| --------------------------------------------- | --------- |
| Nuova Zelanda (RIANZ Singles Chart)           | 4         |
| Polonia (Singles Chart)                       | 60        |
| Stati Uniti (Billboard Hot 100)               | 43        |
| Stati Uniti (Billboard Hot R&B/Hip-Hop Songs) | 31        |
| Stati Uniti (Billboard Hot Rap Tracks)        | 13        |

## Crediti

### Musicisti
- Nelly - voce
- Neff-U - tutti gli strumenti, programmazione

### Personale tecnico
- Kelly - Registrazione
- Neff-U - produzione discografica
- Kevin Law - direzione artistica
- Jennifer Havey - Coordinamento
- Chris Gehringer - masterizzazione
- Carl Nappa - mixaggio